# 山城站 (平安北道)
山城站（韓語：산성역）是朝鮮民主主義人民共和國平安北道泰川郡的一個鐵路車站，属于青年八院线。

## 邻近车站
青年八院线
泰川站 - 山城站 - 龙丰站